# Jean-Gunnar Lindgren

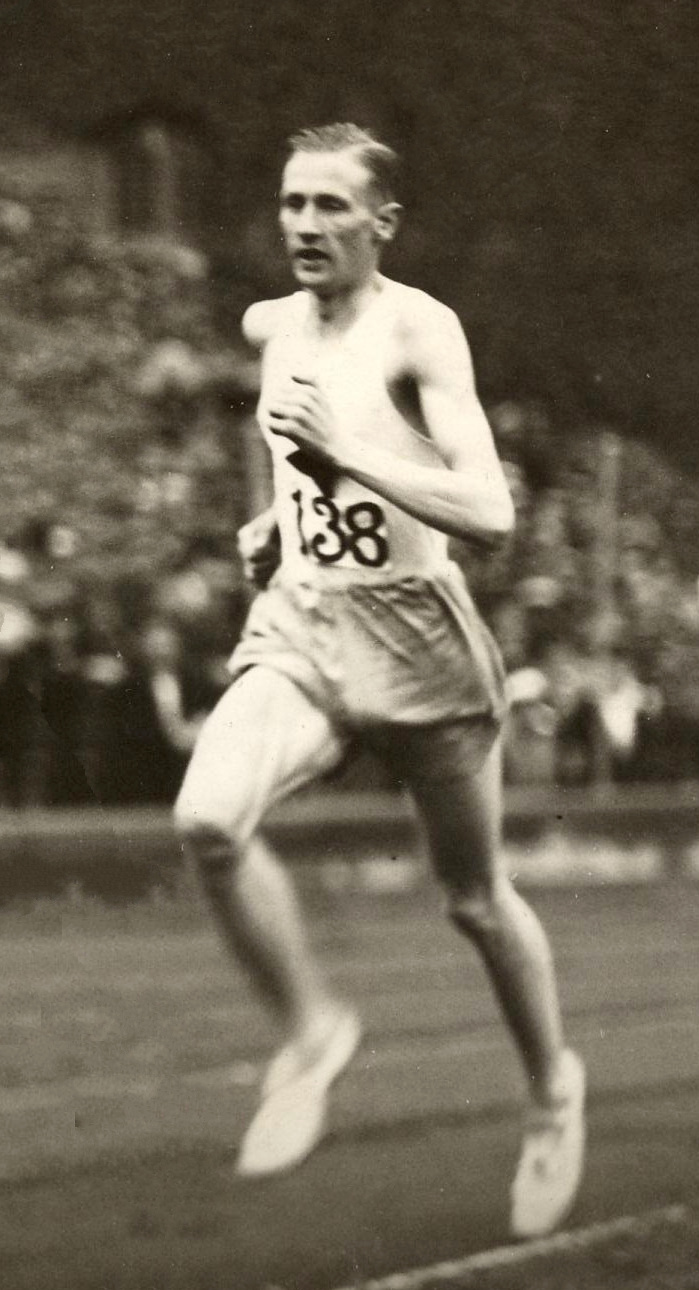
Jean-Gunnar Lindgren in den 1920ern

Jean-Gunnar Lindgren (* 18. September 1905 in Falu Kristine, Falun; † 23. Februar 1983 in Helsingborg) war ein schwedischer Langstrecken- und Hindernisläufer.
Bei den Olympischen Spielen 1928 in Amsterdam wurde er Vierter über 10.000 m und schied über 3000 m Hindernis im Vorlauf aus.
1932 wurde er bei den Olympischen Spielen in Los Angeles Fünfter über 5000 m und Sechster über 10.000 m.
Dreimal wurde er Schwedischer Meister über 5000 m (1929, 1931, 1934), achtmal über 10.000 m (1928–1931, 1933–1936) und viermal im Crosslauf (1929–1932).

## Persönliche Bestzeiten
- 5000 m: 14:43,6 min, 18. August 1934, Stockholm
- 10.000 m: 31:18,4 min, 19. August 1934, Stockholm
- 3000 m Hindernis: 9:49,0 min, 1. August 1928, Amsterdam